# Ventana (función)
Las ventanas son funciones matemáticas usadas con frecuencia en el análisis y el procesamiento de señales para evitar las discontinuidades al principio y al final de los bloques analizados.
En el procesamiento de señales, una ventana se utiliza cuando el análisis se centra en una señal de longitud voluntariamente limitada. En efecto, una señal real tiene que ser de tiempo finito; además, un cálculo sólo es posible a partir de un número finito de puntos. Para observar una señal en un tiempo finito, se multiplica por una función ventana. 
La más simple es la ventana rectangular, que se define como:
{\displaystyle h(t)={\begin{cases}1&{\mbox{ si }}t\in [0,T]\\0&{\mbox{ resto.}}\end{cases}}}
Así, al multiplicar una señal {\displaystyle s(t)} por esta ventana, se obtienen únicamente los {\displaystyle T} primeros segundos de la señal: se observa la señal en un intervalo {\displaystyle T}. En vez de estudiar la señal {\displaystyle s(t)}, se estudia la señal truncada: {\displaystyle s_{h}(t)=s(t)\cdot h(t)}. Al pasar al dominio de la frecuencia, mediante una transformada de Fourier, se obtiene el producto de convolución {\displaystyle S_{h}(f)=S(f)\ast H(f)}, donde {\displaystyle H(f)} es la TF de la ventana.
La utilización de una ventana cambia el espectro en la frecuencia de la señal. Existen distintos tipos de ventana que permiten obtener distintos resultados en el dominio de las frecuencias.

## Aplicaciones
Las funciones de ventana son usadas en análisis/modificación/resíntesis de espectro, el diseño de filtros  de respuesta de impulsos finita, así como conformación de haces en el diseño de antenas.

### Análisis de espectro
La Transformada de Fourier de la función  cos(ωt) es cero, excepto a la frecuencia ±ω. Sin embargo muchas otras funciones y formas de onda no tienen transformadas cerradas convenientes. Alternativamente,uno puede estar interesado en su contenido espectral solamente en algún momento.
En cualquier caso, la transformada de Fourier (o cualquier otra transformación similar) puede ser aplicado en uno o más intervalos finitos de la forma de onda. En general la transformada es aplicada al producto de la forma de onda y una función de ventana. Cualquier ventana (incluida la rectangular) afecta la estimación espectral calculada por este método.

Figura 2: Usando una función de ventana en una senoidal produce manchado espectral (goteo). La misma cantidad de goteo ocurre cuando hay un entero (azul) o no entero (rojo) número de ciclos dentro de la ventana(renglón 1 y 2). Cuando la senoidal es muestreada y enventanada, su transformada de Fourier de tiempo discreto exhibe el mismo patrón de goteo (renglones 3 y 4). Pero cuando la DTFT solo es ralamente muestreada, a un cierto intervalo, es posible, dependiendo del punto de vista, (1) evitar el goteo, o (2) crear la ilusión de que el goteo no existe. Para el caso de la DTFT azul, esas muestras son las salidas de la transformade discreta de Fourier (DFT). La DTFT roja tiene el mismo intervalo sin cruces por cero, pero las muestras de la DFT caen entre ellas, y el manchado es revelado.

#### Selección de la función de ventana
El ventaneado de una forma de onda simple como cos(ωt) provoca que su transformad de Fourier desarrolle valores no nulos llamados comúnmente manchado espectral (o goteo) a frecuencias diferentes a ω. El goteo suele ser peor cerca de  ω y disminuir a frecuencias alejadas a  ω.
Si la forma de onda bajo análisis contiene 2 senoidales de diferentes frecuencias, el goteo puede interferir con la habilidad para distinguirlas entre sí, espectralmente. Las interferencias posibles comúnmente se clasifican en dos clases opuestas: Cuando entre las dos frecuencias disimilares una es mucho más débil que la otra, entonces el goteo puede ocultar a la frecuencia débil. Pero si las dos frecuencias son muy cercanas entre sí, el problema puede no ser solucionable, aún cuando las dos frecuencias tengan amplitudes cercanas. A los problemas donde las dos frecuencias y amplitudes son muy diferentes se les llama de alto rango dinámico. Alternativamente, cuando las frecuencias cuando hay que distinguir entre frecuencias y amplitudes similares, se les llama problemas de alta resolución.
Las formas de onda que caen entre los dos casos extremos se usan ventanas moderadas como las de Hamming y Hann. Son usadas para casos de banda angosta.
Concluyendo, hay que escoger ventanas adecuadas para cada caso a analizar ya que hay ventajas y desventajas de la aplicación de cada tipo de acuerdo a los casos extremos entre alto rango dinámico y alta resolución.

#### Señales de tiempo discreto
Cuando la forma de onda es un muestreo, en lugar de una forma de onda continua, el análisis se lleva a cabo aplicando un función de ventana y después una transformada de Fourier discreta (DFT). Pero la DFR solo nos da un ralo muestreo del obtenible con el espectro de la discrete-time Fourier transform transformada de tiempo discreto de Fourier (DTFT). La figura 2 y 3 nos muestran una DTFT para una sinusoidal de ventana rectangular. La frecuencia real de la senoidal está indicad con "13" en el eje horizontal. Todo lo demás es goteo, exagerado por el uso de una escala logarítmica. La unidad de frecuencia es "DFR contenedores"; esto es, los valores enteros en el eje de la frecuencia corresponden a las frecuencias muestreadas por el DFT. Así que la figura muestra el caso donde la frecuencia actual de la senoidal coincida con un muestreo DFT, y el máximo valor del muestreo del espectro es precisamente medido en esa muestra. En el renglón 4, pierde el máximo valor por medio contenedor (bin), como resultado se califica como scalloping loss por la forma del pico. Para una frecuencia conocida, nota musical o señal de prueba, que coincida con la frecuencia de uno de los cajones, los parámetros pueden ser rearreglados, para las selecciones de la frecuencia de muestreo y el largo de la ventana, de modo que resulte en un número entero de ciclos dentro de la ventana.

Figure 3: Esta figura compara las pérdidas de proceso en 3 funciones de ventana para entradas senoidales, con pérdidas de escalonado tanto mínimas y máximas.

#### Ruido en el ancho de banda
Los conceptos de resolución y rango dinámico tienden a ser algo subjetivos, dependiendo de lo que el usuario esté tratando de lograr. Pero también están altamente correlacionados con en goteo total, que es cuantificable. Generalmente se expresa como el ancho de banda equivalente B. Puede ser conceptualizado como una redistribución de la DTFT dentro de una forma rectangular con la altura igual al máximo espectral y ancho B. Matemáticamente, el ruido de banda equivalente por la función de transferencia H es el ancho de banda de un filtro rectangular ideal con la misma ganancia pico que H que transferirá la misma potencia con una entrada de ruido blanco. En unidades de frecuencia f (ej. hertz), está dada por:
{\displaystyle B_{\text{ruido}}={\frac {1}{|H(f)|_{\max }^{2}}}\int _{0}^{\infty }|H(f)|^{2}df.}
Mientras más goteo, más grande es el ancho de banda. A veces es llamado ruido equivalente al ancho de banda, porque es proporcional a la potencia promedio que quedará en cada contenedor de la DFT cuando la señal de entrada tiene un componente de ruido aleatorio (o solamente es ruido aleatorio).
Una gráfica del espectro de potencia, promediado en tiempo, muestra un piso plano de ruido, causado por este efecto. La altura del piso de ruido es proporcional a B. Así que 2 funciones de ventana diferentes pueden producir diferentes pisos de ruido.

#### Ganancia de proceso y pérdidas
En procesamiento de señales, las operaciones se escogen para mejorar algún aspecto de la calidad de la señal al distinguir algún aspecto de la señal y las influencias corruptoras de la señal. Cuando la señal es una senoidal corrupta por ruido aleatorio, el análisis espectral distribuye los componentes de la señal y el ruido de forma diferenciada, generalmente haciendo más fácil la detección de la señal por sus características como la amplitud y la frecuencia.
Efectivamente, la relación señal/ruido (S/R) es mejorada por distribución del ruido uniforme, mientras la energía se concentra alrededor de una frecuencia. Procesamiento de la ganancia, es un término comúnmente usado para describir un mejoramiento en la relación S/R.
El procesamiento de la ganancia del análisis espectral depende de la función de ventana, tanto el ancho de banda del ruido como la pérdida escalonada. Estos efectos parcialmente neutralizados ya que las ventanas con menos escalones tienen por naturaleza más fuga.

## Ventanas típicas
Algunas ventanas en su forma discreta de tamaño {\displaystyle N\,}, donde {\displaystyle 0\leq \;n\leq \;N-1\,}

### Rectangular

{\displaystyle v(n)=1\,}

### Hanning
{\displaystyle v(n)=a_{0}-a_{1}\;\cos \left({\frac {2\pi n}{N-1}}\right)}
{\displaystyle a_{0}=0,5;\quad a_{1}=0,5\quad \,}

Frecuentemente la ventana de Hann aparece con el nombre de ventana de Hanning, en analogía con la ventana de Hamming, debido a una confusión de los apellidos de los dos autores: Julius von Hann y Richard Hamming, respectivamente. Otro nombre común para esta ventana es coseno elevado.

### Hamming

{\displaystyle v(n)=a_{0}-a_{1}\;\cos \left({\frac {2\pi n}{N-1}}\right)}
{\displaystyle a_{0}=0,53836;\quad a_{1}=0,46164\quad \,}

### Blackman

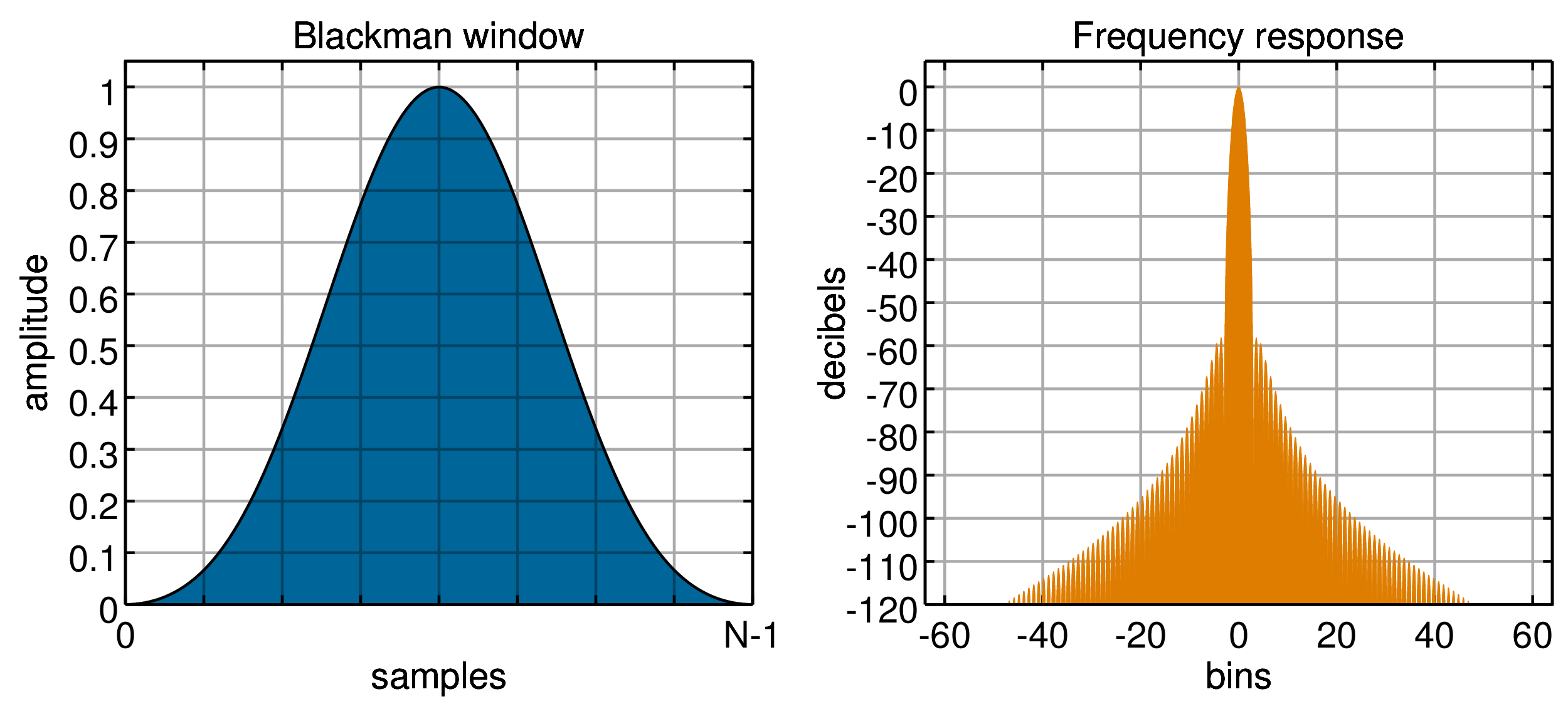

{\displaystyle v(n)=a_{0}-a_{1}\cos \left({\frac {2\pi n}{N-1}}\right)+a_{2}\cos \left({\frac {4\pi n}{N-1}}\right)}
{\displaystyle a_{0}=0,42;\quad a_{1}=0,5;\quad a_{2}=0,08\,}

### Blackman-Harris

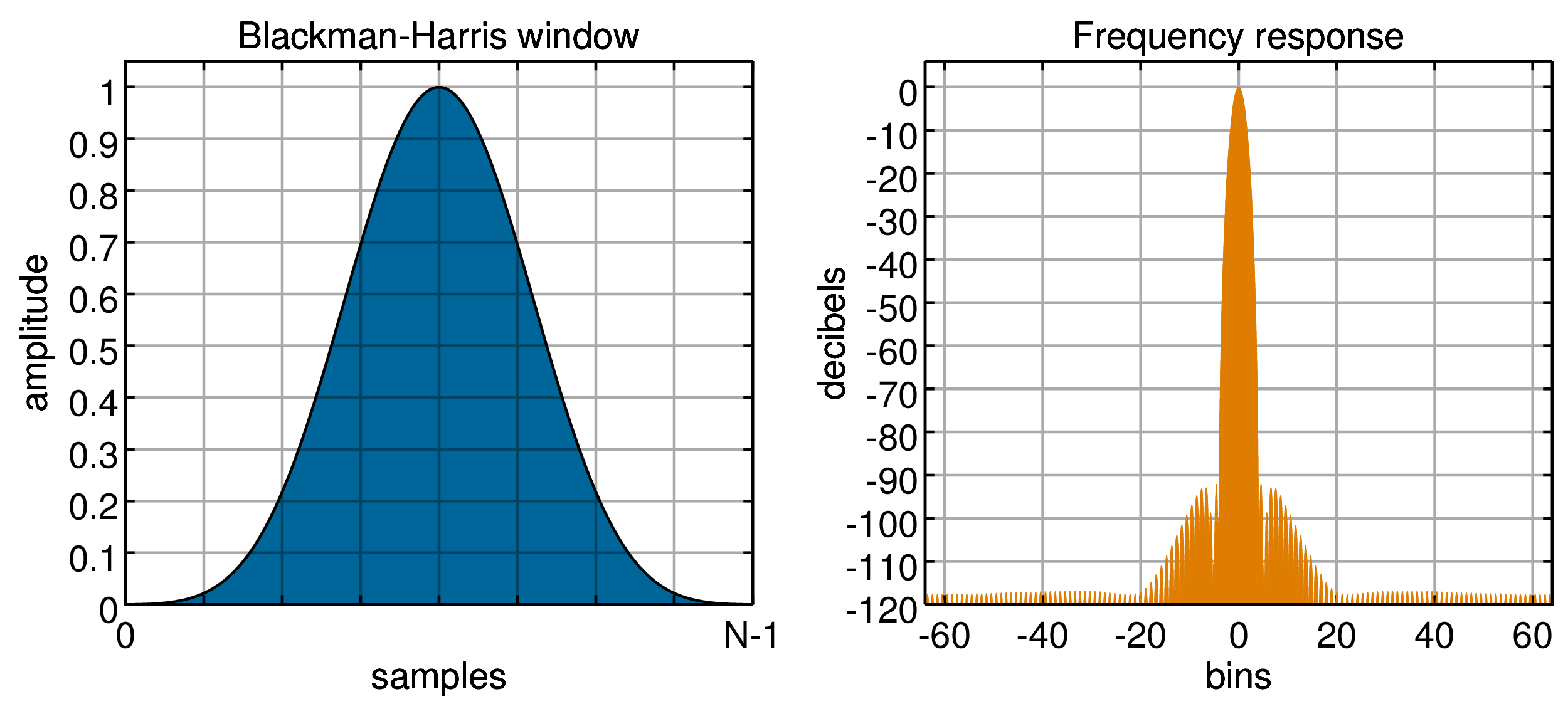

{\displaystyle v(n)=a_{0}-a_{1}\cos \left({\frac {2\pi n}{N-1}}\right)+a_{2}\cos \left({\frac {4\pi n}{N-1}}\right)-a_{3}\cos \left({\frac {6\pi n}{N-1}}\right)}
{\displaystyle a_{0}=0,35875;\quad a_{1}=0,48829;\quad a_{2}=0,14128;\quad a_{3}=0,01168\,}

### Blackman-Nuttall

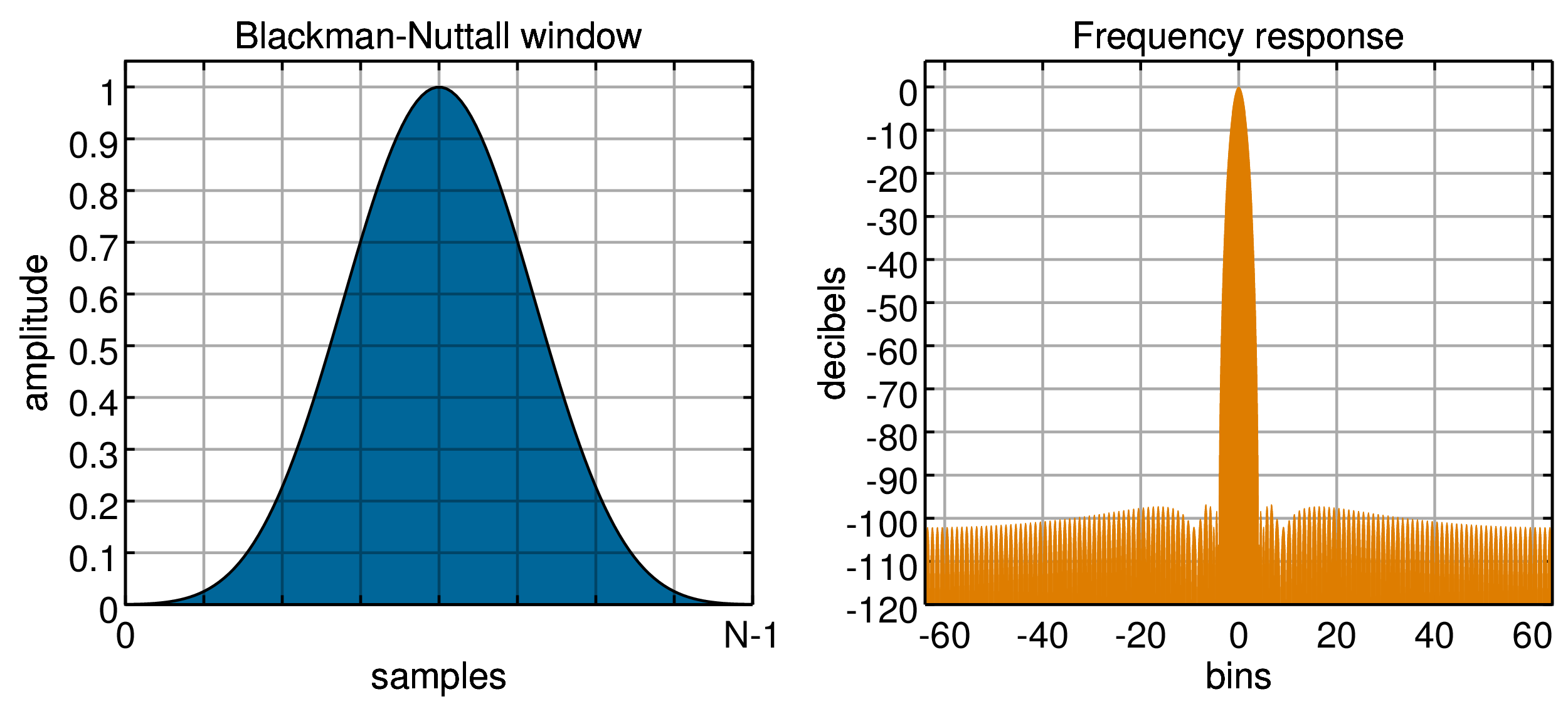

{\displaystyle v(n)=a_{0}-a_{1}\cos \left({\frac {2\pi n}{N-1}}\right)+a_{2}\cos \left({\frac {4\pi n}{N-1}}\right)-a_{3}\cos \left({\frac {6\pi n}{N-1}}\right)}
{\displaystyle a_{0}=0,3635819;\quad a_{1}=0,4891775;\quad a_{2}=0,1365995;\quad a_{3}=0,0106411\,}

### Flat top

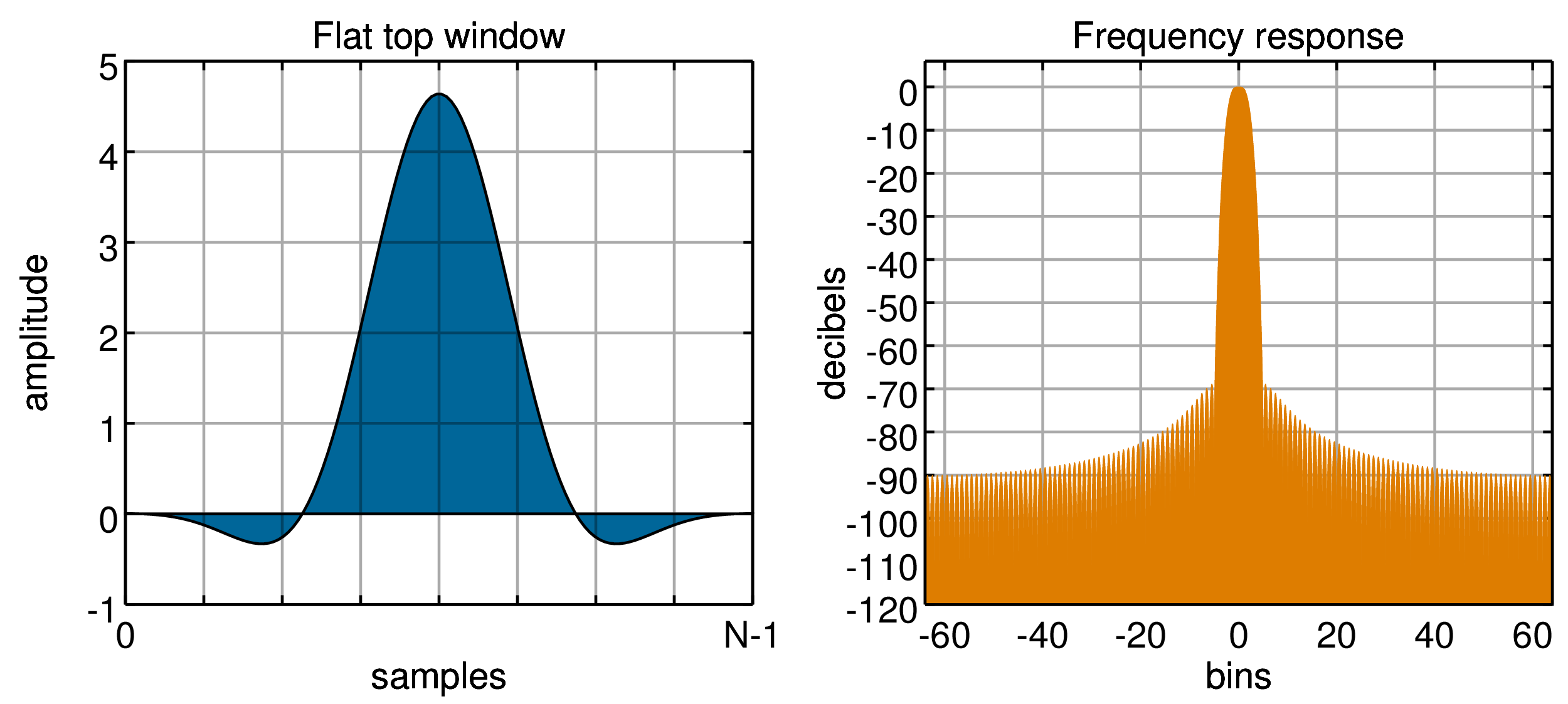

{\displaystyle v(n)=a_{0}-a_{1}\cos \left({\frac {2\pi n}{N-1}}\right)+a_{2}\cos \left({\frac {4\pi n}{N-1}}\right)-a_{3}\cos \left({\frac {6\pi n}{N-1}}\right)+a_{4}\cos \left({\frac {8\pi n}{N-1}}\right)}
{\displaystyle a_{0}=1;\quad a_{1}=1,93;\quad a_{2}=1,29;\quad a_{3}=0,388;\quad a_{4}=0,032\,}

### Gauss

{\displaystyle v(n)=e^{-{\frac {1}{2}}\left({\frac {n-(N-1)/2}{\sigma (N-1)/2}}\right)^{2}}}
{\displaystyle \sigma \leq \;0,5\,}

### Triangular

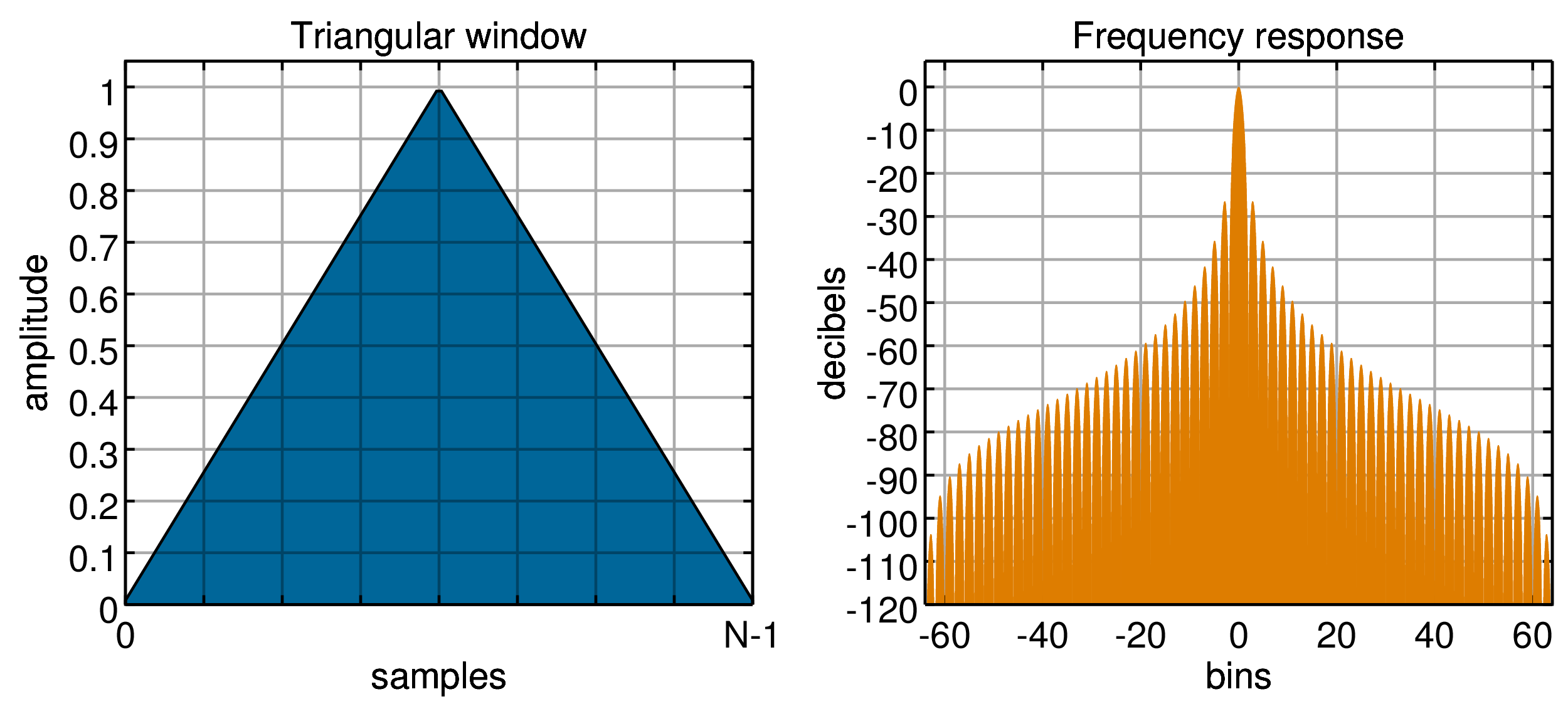

{\displaystyle v(n)={\frac {N}{2}}-\left|n-{\frac {N-1}{2}}\right|\,}

### Bartlett

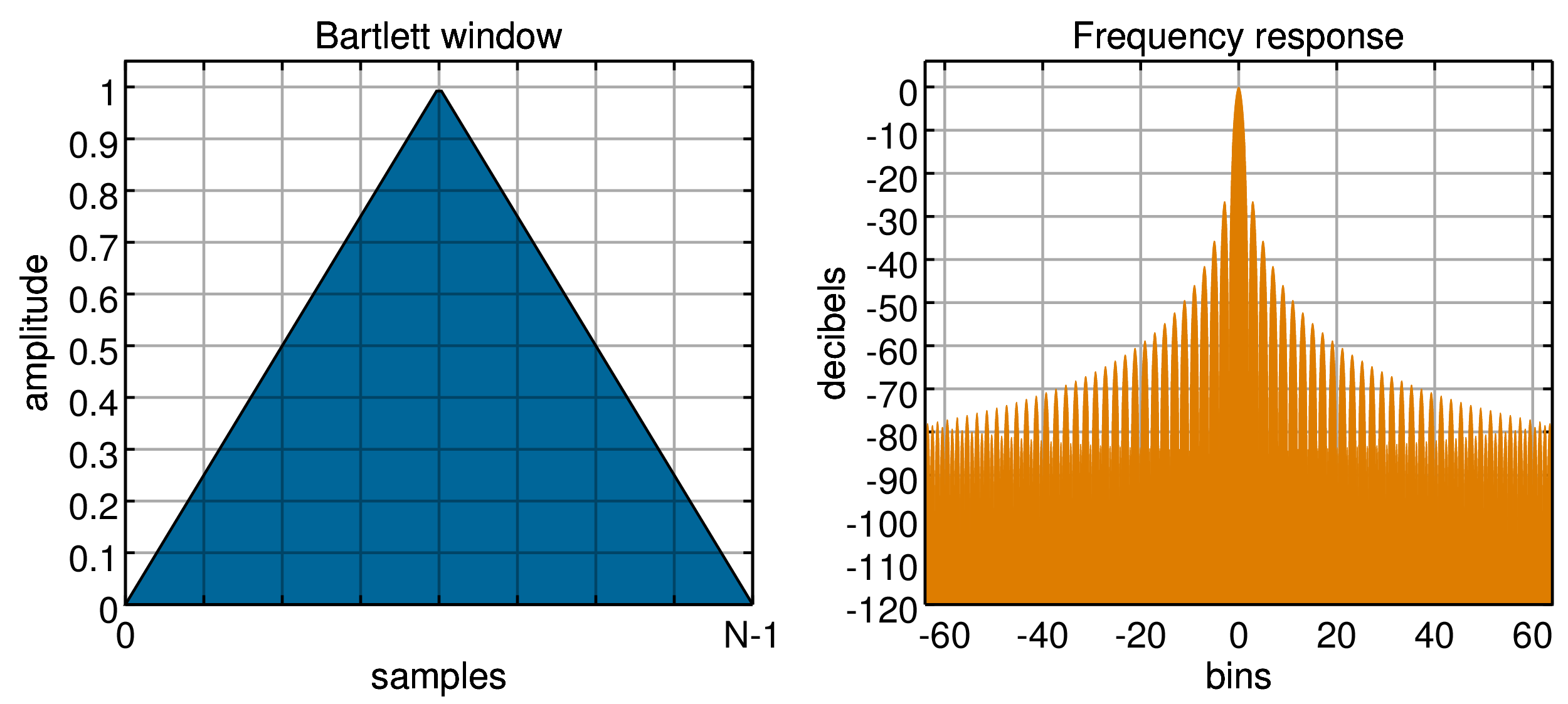

{\displaystyle v(n)={\frac {N-1}{2}}-\left|n-{\frac {N-1}{2}}\right|\,}

### Bartlett-Hann

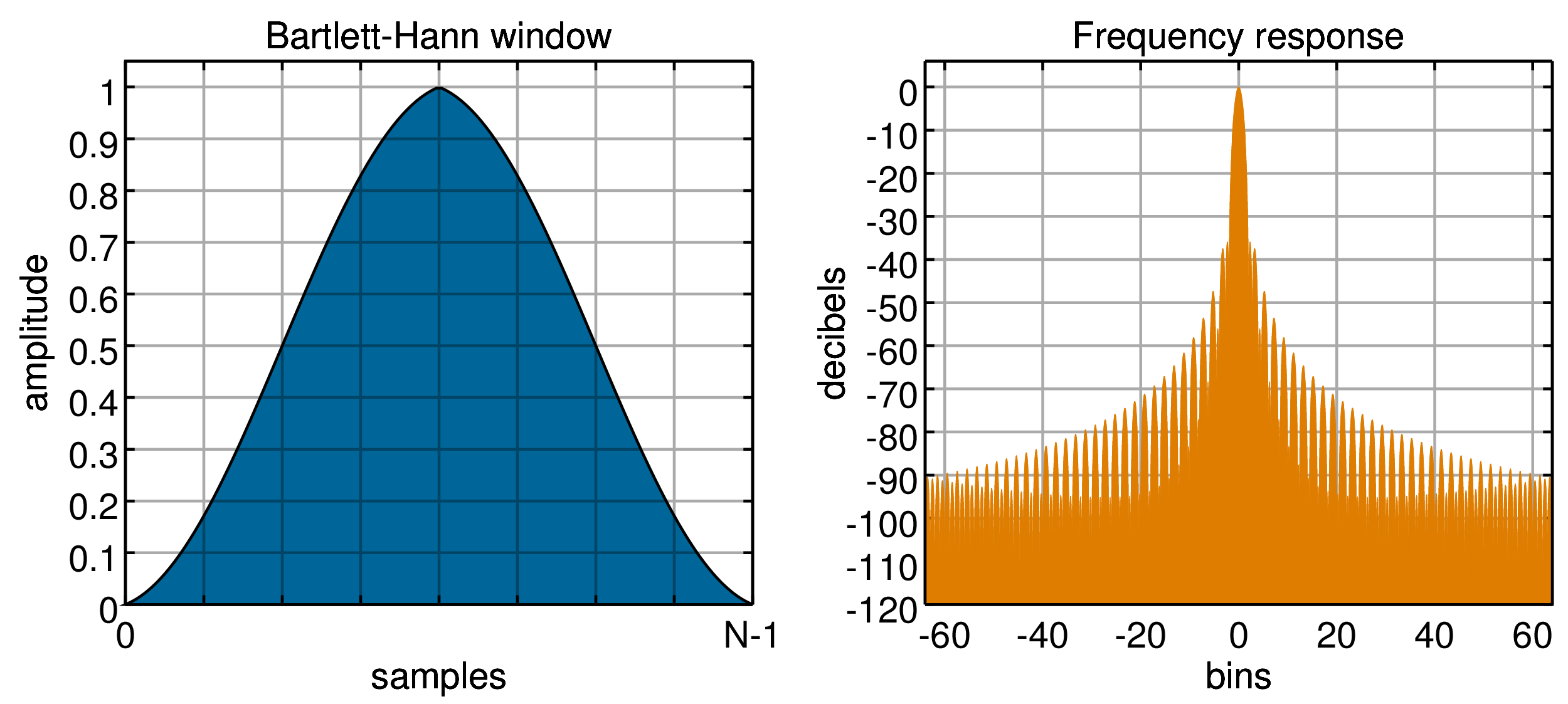

{\displaystyle v(n)=a_{0}-a_{1}\left|{\frac {n}{N-1}}-{\frac {1}{2}}\right|-a_{2}\cos \left({\frac {2\pi n}{N-1}}\right)}
{\displaystyle a_{0}=0,62;\quad a_{1}=0,48;\quad a_{2}=0,38\,}

### Kaiser
{\displaystyle w_{k}=\left\{{\begin{matrix}{\frac {I_{0}(\pi \alpha {\sqrt {1-(2k/n-1)^{2}}})}{I_{0}(\pi \alpha )}}&{\mbox{si }}0\leq k\leq n\\\\0&{\mbox{resto}}\\\end{matrix}}\right.}
donde I0 es la función de Bessel modificada de primer tipo de orden cero, α es un número real arbitrario que determina la forma de la ventana y n es un número natural que determina el tamaño de la ventana.